# Eibon könyve
A lovecrafti mitológia egyik (fiktív) varázskönyve, illetve mágikus-kultikus értekezése. 

## Létrejötte
A hagyomány szerint az eredeti szöveget egy hüperboreai mágus, bizonyos Eibon írta (innen a címe). Ennek egy latin nyelvű változatát fordította le franciára a XIII. században élt normann-francia tudós, Gaspar du Nord. Később még egy angol fordítás is készült, de hogy melyik változatról, az tisztázatlan. A könyv (természetesen) mérhetetlenül ősi, és kimondhatatlanul sötét kultuszokba enged bepillantást, olvasója számára sem garantálja élete további szakaszára a nyugodt álmokat és az épelméjűséget. Lovecraft és követőinek novelláin kívül Eibon könyve a Lucio Fulci által rendezett A pokol hét kapuja (...E Tu Vivrai nel Terrore! L'Aldila / The Beyond) című horrorfilmben is felbukkan, és természetesen itt sem pozitív módon változtatja meg a hősök életét (és azt, ami utána következik). Az átkot hozó könyvvel egyébként Clark Ashton Smith gazdagította a Cthulhu mítoszt.